# Punisher (film, 1989)
Cet article concerne le film de 1989. Pour le personnage de comics, voir Punisher. Pour les autres significations, voir The Punisher.
Pour plus de détails, voir Fiche technique et Distribution.
Punisher (The Punisher) est un film d'action américano-australien réalisé par Mark Goldblatt, sorti en 1989.
Avec dans les rôles principaux Dolph Lundgren et Louis Gossett Jr., le film s'inspire du Punisher, un personnage de comics de la maison d'édition Marvel Comics.

## Synopsis
Après la mort de sa femme et de ses filles, Frank Castle veut tuer tous les mafieux de la ville, dont Gianni Franco. Mais le fils de Franco est enlevé par un gang japonais. Le Punisher fait équipe avec le mafieux pour libérer l'enfant, à condition qu'il puisse achever Franco après.

## Fiche technique
Sauf indication contraire, les informations mentionnées dans cette section peuvent être confirmées par les bases de données cinématographiques IMDb et Allociné,  présentes dans la section « Liens externes ».
- Titre original : The Punisher
- Titre français : Punisher
- Titre québécois et belge : Le punisseur[1]
- Réalisation : Mark Goldblatt
- Scénario : Boaz Yakin
- Musique : Dennis Dreith
- Direction artistique : Peta Lawson
- Décors : Norma Moriceau
- Costumes : Norma Moriceau
- Photographie : Ian Baker
- Son : Wayne Artman, Tom Beckert, Tom E. Dahl
- Montage : Tim Wellburn
- Production : Robert Mark Kamen
  - Production déléguée : Robert Guralnick et Barry Bernardi (non crédité)
  - Production associée : Mace Neufeld (non crédité) et Simon Heath (non crédité)
  - Coproduction : Su Armstrong
- Sociétés de production[2] :
  - États-Unis : New World Pictures et Marvel Entertainment
  - Australie : New World Pictures (Australia)
- Sociétés de distribution : Capital Cinéma (France) ; Independent Films (Belgique)
- Budget : 10 millions de $[3]
- Pays de production :  Australie,  États-Unis
- Langue originale : anglais
- Format[4] : couleur - 35 mm - 1,85:1 (Panavision) - son Dolby stéréo (4 canaux)
- Genre : Action et thriller
- Durée : 89 minutes (version cinéma) ; 98 minutes (version "workprint" : copie de travail)
- Dates de sortie[1] :
  - France : 25 octobre 1989
  - Belgique : 22 novembre 1989
  - États-Unis : 8 juillet 1990 (Los Angeles Comic Book and Science Fiction Convention) ; 25 avril 1991 (sortie directement en vidéo) ; 18 octobre 2008 (Escapism Film Festival) ; 18 avril 2009 (sortie en salle à Los Angeles)
  - Australie : 20 avril 1999 (sortie directement en DVD)
- Classification[5] :
  - États-Unis : interdit aux moins de 17 ans (R – Restricted)
  - Australie : interdit aux moins de 18 ans (R 18+ - Restricted)
  - France : interdit aux moins de 13 ans[6]
  - Québec : 16 ans et plus (16+ / 16 years and over)

## Distribution
- Dolph Lundgren (VF : Daniel Sarky) : Frank Castle / Le Punisher
- Louis Gossett Jr. (VF : Mostefa Stiti) : Jake Berkowitz
- Jeroen Krabbé (VF : Mario Santini) : Gianni Franco
- Brian Rooney : Tommy Franco
- Kim Miyori : Lady Tanaka
- Bryan Marshall : Dino Moretti
- Nancy Everhard : Sam Leary
- Barry Otto : Shake
- Zoska Aleece : La fille de Tanaka
- Larry McCormick : TV Newsreader
- Kenji Yamaki : Sato
- Todd Boyce : Tarrone
- Hirofumi Kanayama : Tomio
- Lani John Tupu : Laccone
- Giancarlo Negroponte : Musso
- May Lloyd : Julie Castle
- Brooke Anderson : Annie Castle
- Holly Rogers : Felice Castle

## Production
Pour les besoins du film, l'acteur Dolph Lundgren (acteur blond) s'est fait teindre les cheveux en noir pour incarner son personnage. Dans le film, il porte un ensemble en cuir noir conçu par la costumière de Mad Max 2 : Le Défi et de Crocodile Dundee.
La copie de travail (ou version workprint) du film présente l'origine de Frank Castle comme étant un policier, et montre aussi la mort de sa famille.

## Accueil

### Accueil critique
À la suite de sa sortie en salles, Punisher reçoit des critiques principalement négatives.
Sur le site Rotten Tomatoes, le film obtient un taux d'approbation de 28 % avec une note moyenne de 3,53⁄10, sur la base de 18 critiques collectées. Le consensus du site est le suivant : « Malgré l'indestructible Dolph Lundgren avec une arbalète, Punisher est une bataille ennuyeuse d'un seul homme avec des scènes d'action sans fin ».
Le critique Christopher Null du site internet Filmcritic.com donne au film un score de 1⁄5, déclarant qu'il est gâché par des « scènes et des effets spéciaux ringardes », des « séquences de combat boiteuses » et « certains des pires jeux d'acteurs de l'histoire qui ont déshonoré l'écran ». Pour le site MTV.com, Punisher est l'exemple du film de bande dessinée raté, omettant certains aspects du personnage original qui l'ont rendu irrésistible et qu'il aurait été mieux servi en se rapprochant de l'intrigue de la bande dessinée dont il s'inspire.
Tout en critiquant l'histoire et le jeu d'acteur des protagonistes du film, le magazine Time Out conclut que celui-ci est « un amusement destructeur, répréhensible et merveilleux ». Le magazine TV Guide attribue au film un score de trois étoiles sur quatre, louant la représentation du personnage par Dolph Lundgren et comparant la caractérisation du Punisher à celle faite de Batman par Frank Miller dans la bande dessinée Batman: Dark Knight. Il loue en outre l'atmosphère du film, fidèle selon lui à la bande dessinée, plutôt que « caricaturale ».
Dans un article du site francophone Avoir-alire.com de septembre 2015, le critique Jean Demblant indique : « Sympathique relique du cinéma d’action bodybuildé d’antan, le Punisher de Mark Goldblatt réussit le double exploit d’être l’un des rares films tolérable de Dolph Lundgren ainsi que de proposer une tentative plutôt réussie d’adaptation Marvel, bien avant l’explosion des super-héros sur nos écrans ».

## Autour du film
- Les fans du personnage original du Punisher de Marvel Comics ont été déçus de ne pas le voir avec son emblème du Punisher, une « tête de mort », qui orne normalement son costume sur sa poitrine.
- Dolph Lundgren a auto-parodié son rôle dans un sketch du groupe comique les Nuls sur Canal+, où on le voit dans une fausse bande-annonce réalisée par les humoristes, intitulée « Pleurnisher ».

## Éditions en vidéo
- VHS : avril/mai 1990 chez Delta Vidéo ; DVD Blu-Ray : 22 janvier 2016 chez The Ecstasy of Films ; le 25 avril 1991 aux États-Unis.

### Éditions DVD et Blu-Ray
En janvier 2016, sort chez l'éditeur français The Ecstasy of Films : 
- édition simple 1 DVD : le film en version "R-rated" en VF-VO ; 85 min 28 s avec bonus et livret ;
- édition Limitée 3 DVD : DVD 1 en version "R-rated" VF-VO ; 85 min 28 s avec bonus + DVD 2 en version cinéma uncut VF-VO ; 85 min 40 s + DVD 3 en version workprint VO, avec livret ;
- Blu-ray 1 disque : les trois versions du film avec bonus et livret.